# Lhommeia
Lhommeia is een geslacht van vlinders van de familie spanners (Geometridae), uit de onderfamilie Ennominae.

## Soorten
- L. aediphlebia (Hampson, 1899)
- L. biskrara Oberthür, 1885
- L. biskraria (Oberthür, 1885)
- L. subapicata (Warren, 1899)